# Frank-Michael Bauer
Frank-Michael Bauer (* 15. August 1941 in Hamburg; † 24. Juli 2006) war ein deutscher Politiker der Partei Rechtsstaatlicher Offensive.
Bauer gehörte ursprünglich der CDU an. Nach der Entscheidung des Hamburgischen Verfassungsgerichts, die Bürgerschaftswahl von 1991 wegen Mängeln in der Kandidatenaufstellung der CDU für ungültig zu erklären, beteiligte sich Bauer 1993 an der Gründung der STATT Partei, für die er im September desselben Jahres in die Bezirksversammlung Bergedorf einzog. Nach der Wahlniederlage der STATT Partei 1997 schied er wieder aus der Bezirksversammlung aus. 
Im Jahre 2000 beteiligte sich Bauer an der Gründung der Partei Rechtsstaatlicher Offensive (PRO) von Ronald Schill. Bei der Bürgerschaftswahl 2001 gelang ihm der Einzug in die Hamburgische Bürgerschaft, wo er innenpolitischer Sprecher seiner Fraktion wurde. Außerdem wurde er erneut in die Bezirksversammlung Bergedorf gewählt, wo er Fraktionsvorsitzender der PRO wurde. Nach den Neuwahlen im Februar 2004 verlor er beide Parlamentsmandate wieder und trat aus der PRO aus. Ende 2004 kam er noch einmal in die Hamburger Schlagzeilen, als er öffentlich seine Unterstützung für die WASG bekanntgab und ankündigte, dort mitarbeiten zu wollen, was von dieser jedoch abgelehnt wurde.
Bauer sprach sich während seiner Abgeordnetentätigkeit wiederholt für eine flächendeckende Videoüberwachung öffentlicher Räume aus. 2003 konstatierte er zum Beispiel: „Ohnehin sind ja jetzt schon gut 80 Prozent des öffentlichen Raums überwacht, und das ist auch gut so. Wir haben ja jetzt bereits den Orwell'schen Staat, das sehe ich positiv.“
| Personendaten    | Personendaten                                                                     |
| ---------------- | --------------------------------------------------------------------------------- |
| NAME             | Bauer, Frank-Michael                                                              |
| KURZBESCHREIBUNG | deutscher Politiker (CDU, Statt Partei, Partei Rechtsstaatlicher Offensive), MdHB |
| GEBURTSDATUM     | 15. August 1941                                                                   |
| GEBURTSORT       | Hamburg                                                                           |
| STERBEDATUM      | 24. Juli 2006                                                                     |